# ブダペスト登山鉄道
ブダペスト登山鉄道は、ハンガリーの首都であるブダペストの、第12区に所在するラック式鉄道であり、ヴァロスマヨール駅とセーチェーニ山駅とを結んでいる。2008年にはブダペスト交通会社により、公共交通機関として位置づけられ、第60系統との系統番号が与えられた。10駅を有し、所要時間は登山時は19分、下山時は16分である。軌道は一般的な標準軌道（1435mm）を採用している。

## 歴史
もともとブドウ畑や山林であった第12区のシュヴァーヴヘジュ地区は、19世紀に別荘地や散策地として人気を博すようになり、1868年には増加する需要に、鎖橋のブダ側からズグリゲトまでの馬車鉄道が開設された。1874年6月24日に、ヴァロスマヨールからシュヴァーヴヘジュまでの、世界最初の公共交通としてのラック式鉄道となるこの鉄道が開通した。
延長2883m、高低差は264m、標準軌間で、全線にわたりラックレールが敷かれており、片勾配で、最急勾配は102.5‰、ラックレールの方式はリッゲンバッハ式であった。当時まだ列車の行き違い箇所の、ラックレール用の分岐器が開発されておらず、トラバーサーで解決した。1890年5月17日には、セーチェーニ山駅までの延伸区間が開業し、全長3733m、起点と終点との高低差315mとなった。
1929年7月2日には、550Vの直流架線方式で電化開業し、列車交換箇所のトラバーサーもアプト式をもとにした分岐器に置き換えられた。1960年代には車両が老朽化したため、車両の置き換えが求められ、1973年には全体のシステムを更新することになり、ラックレールはシュトループ式が採用され、レールも強化され、新型車両にあわせてプラットフォームもかさ上げされ、架線電圧も1500Vに昇圧された。

## 車両
開通初期にはSLM製の2軸の蒸気機関車3両が用いられた。機関車の速度は登坂時は12km/h、下山時には7.2km/hに制限された。
1929年に電化と同時に導入された電車は、スイスから部品の供給を受け、木造の車体はブダペストのガンツ社で作られた。回生ブレーキを装備し、下山時には消費電力の三分の一を回生することができた。速度は上り下りともに12km/hであった。車両は座席定員64人で、うち10人分が1等席であった。
1973年8月20日に設備の一新にあわせ登場した新型電車は、オーストリア製で、電気部品はブラウン・ボベリ社が提供した。電気ブレーキを有するが、電力回生はできない。電車は7編成あり、1M1Tの2両永久連結で、制御付随車が山上側を向いている。1987年1月には激しい雪の中、ブレーキが無効となり、列車が衝突して死傷者を出す事故があった。この悲劇に学び、ブレーキの改良が施された。1993年には車内に自転車スペースが設けられた。